# 卡罗琳·布吕内
卡罗琳·布吕内（法語：Caroline Brunet，1969年3月20日—），加拿大女子皮划艇运动员。她曾代表加拿大参加1988年、1992年、1996年、2000年和2004年夏季奥林匹克运动会皮划艇比赛，获得二枚银牌和一枚铜牌。